# Ropica coomani
Ropica coomani là một loài bọ cánh cứng trong họ Cerambycidae.